# Distrito de Shajapur
Shajapur (en hindi; शाजापुर जिला) es un distrito de la India en el estado de Madhya Pradesh. Código ISO: IN.MP.SJ.
Comprende una superficie de 6 196 km².
El centro administrativo es la ciudad de Shajapur. Dentro del distrito, también se encuentra las localidades de Badagoan y Badod.

## Demografía
Según censo 2011 contaba con una población total de 1 512 353 habitantes, de los cuales 732 453 eran mujeres y 779 900 varones.